# Bombardier CRJ700/900/1000
Los Bombardier CRJ700, CRJ900, CRJ1000 y CRJ1010  (actualmente CRJ Series) son aviones de línea regionales basados en el Bombardier CRJ200. El ensamblaje final de los aviones se produce en el Aeropuerto Internacional de Montreal-Mirabel en Mirabel, Quebec, cerca de Montreal.

## Desarrollo
Tras el éxito de las series CRJ100/200, Bombardier produjo mayores variantes para competir con otros aviones pequeños de pasajeros como los aviones de la familia Embraer E-Jets, la familia Avro RJ y los Fokker 70 y Fokker 100.

### CRJ700

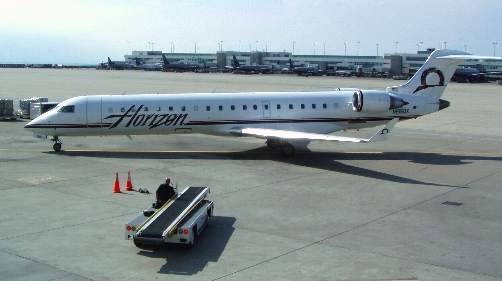
CRJ700 de Horizon Air en Denver.

El CRJ700 es una versión ampliada de 70 asientos derivado del CRJ200, equipado con motores General Electric CF34-8C1. La velocidad máxima es de Mach 0,85 a una altitud máxima de 41 000 pies (12 500 m). Dependiendo de la carga útil, el CRJ700 puede recorrer hasta 2250 millas (3600 km) con los motores actuales, y una nueva variante con motores CF34-8C5 puede recorrer hasta 2895 millas (4660 km). 

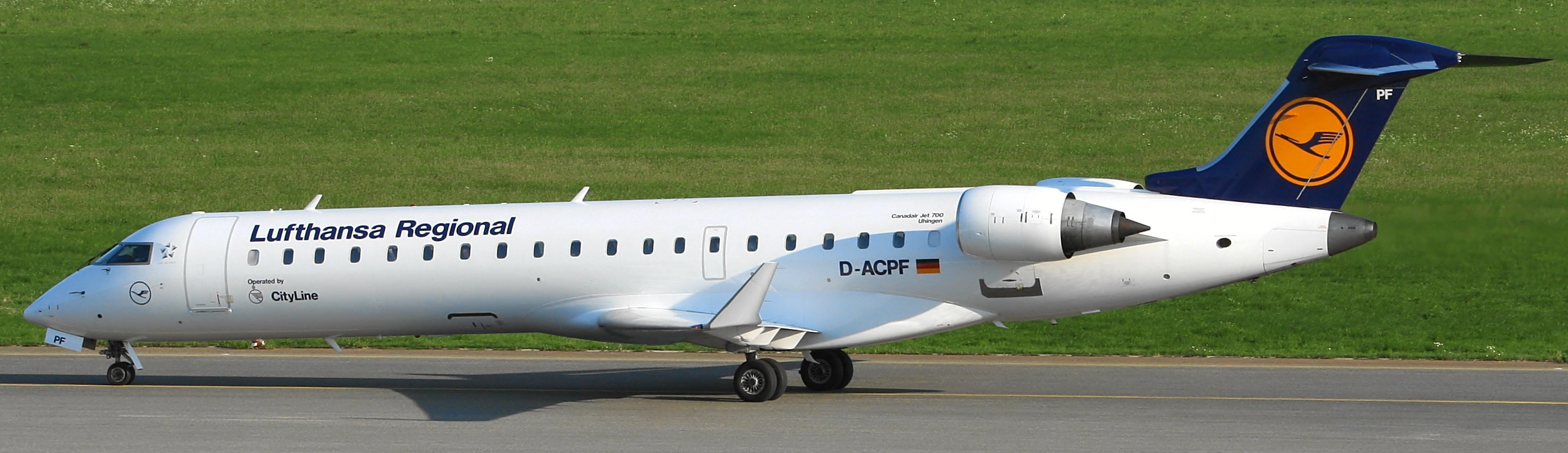
CRJ701 ER de Lufthansa.

El CRJ700 presenta nuevas alas con slats y una leve ampliación del ancho de cabina, con un piso más bajo. Esto posibilita al avión transportar hasta 78 pasajeros con dos tripulantes de cabina de pasajeros. El primer vuelo se produjo en 1999 y entró en servicio en 2001. Compite con el Embraer 170. El CRJ700 se presenta en tres subvariantes - Series 700, Series 701 y Series 702. El 700 está limitado a 68 plazas, el 701 a 70 plazas y el 702 a 78 plazas. La designación del certificado de la FAA es el CL-600-2C10. La primera aerolínea en operar un CRJ700 fue Brit Air en 2001.
El CRJ700 fue reemplazado en 2008 con el CRJ700NextGen, presentando mejoras de consumo y una cabina común con el CRJ900NextGen y el CRJ1000.

### CRJ705

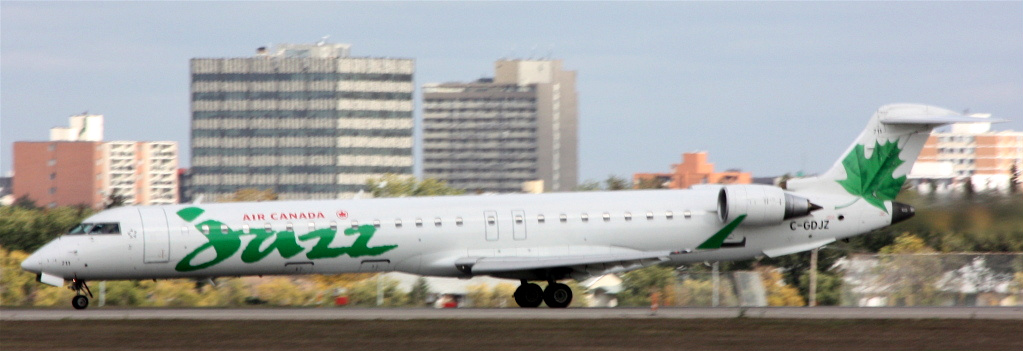
CRJ-705 de Air Canada Jazz en Vancouver

Los Series 705 está basado en el CRJ900, con una clase business y una reducida cantidad de asientos para posibilitar operaciones con aerolíneas regionales. Algunas aerolíneas regionales con contrato con grandes aerolíneas tienen limitadas las capacidades de los aviones que operan. Air Canada Jazz fue el cliente de lanzamiento del avión en 2005 con diez asientos en clase business y 65 asientos de turista. La designación del Certificado Tipo de la FAA del CRJ705 es el CL-600-2D15. Air Canada Jazz opera dieciséis aviones Series 705.

### CRJ900

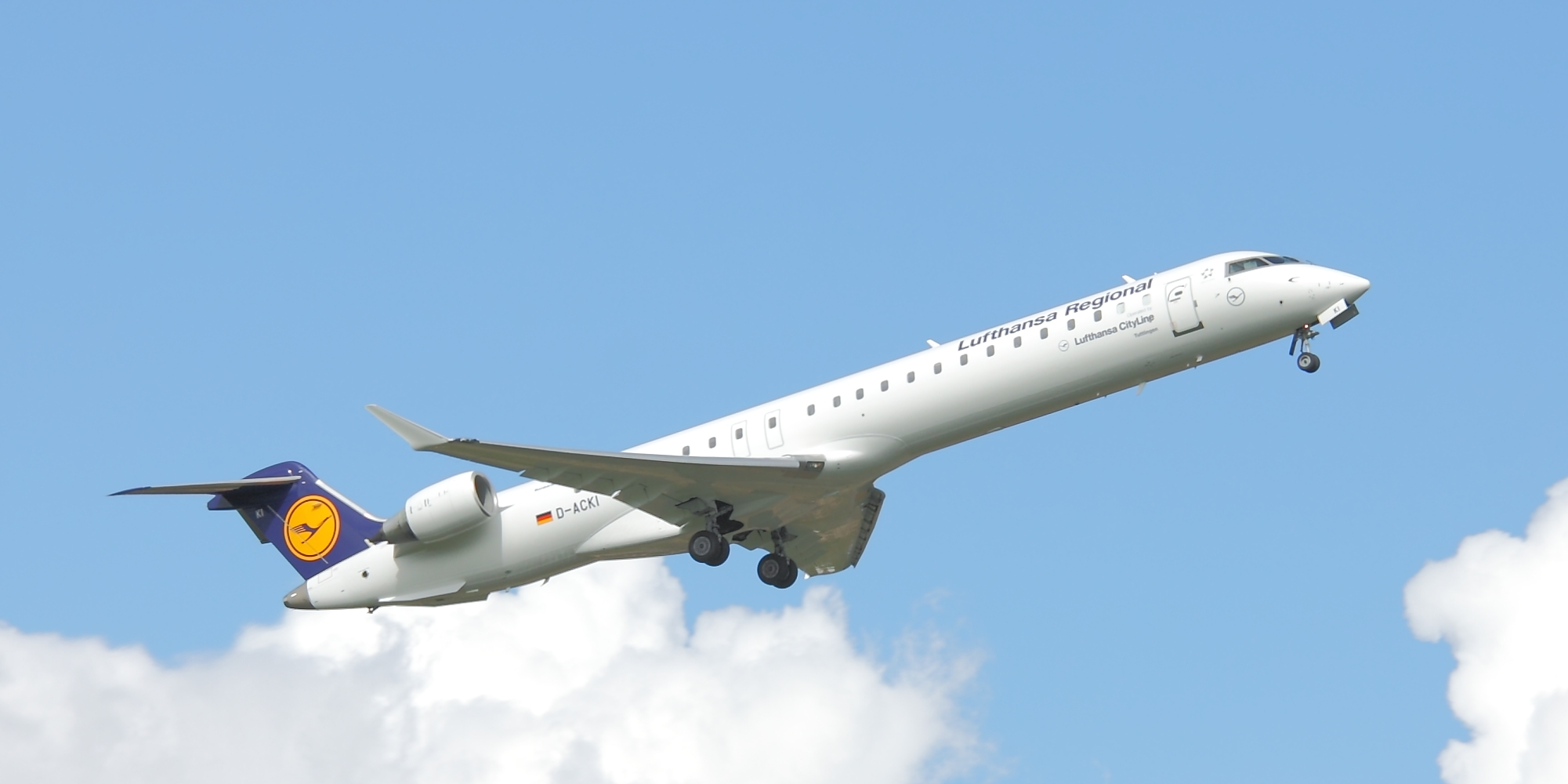
CRJ900 de Lufthansa CityLine.

Es la versión más amplia con capacidad de 90 asientos (en configuración única), con los motores GE CF34-8C5, de 13 360 libras de empuje con APR, y que cuenta con slats. El peso máximo de despegue es de 84 500 libras. El avión está basado principalmente en el CRJ200 con algunas mejoras importantes. La cabina tiene un ventilador de recirculación que colabora al enfriamiento y al caldeamiento. El piso de la cabina ha sido rebajado en 5 cm lo que permite incrementar la visibilidad a través de las ventanillas del avión al estar mejor situados a la altura de los ojos. Tiene una mayor envergadura, la cola ha sido rediseñada con una mayor anchura y configuración sin aristas. En servicio normal, el CRJ900 puede navegar a 8-10 000 pies más alto con un menor consumo y una media de velocidad de 450-500 nudos, con respecto a su predecesor. La designación del Certificado Tipo de la FAA del CRJ900 es el CL-600-2D24.

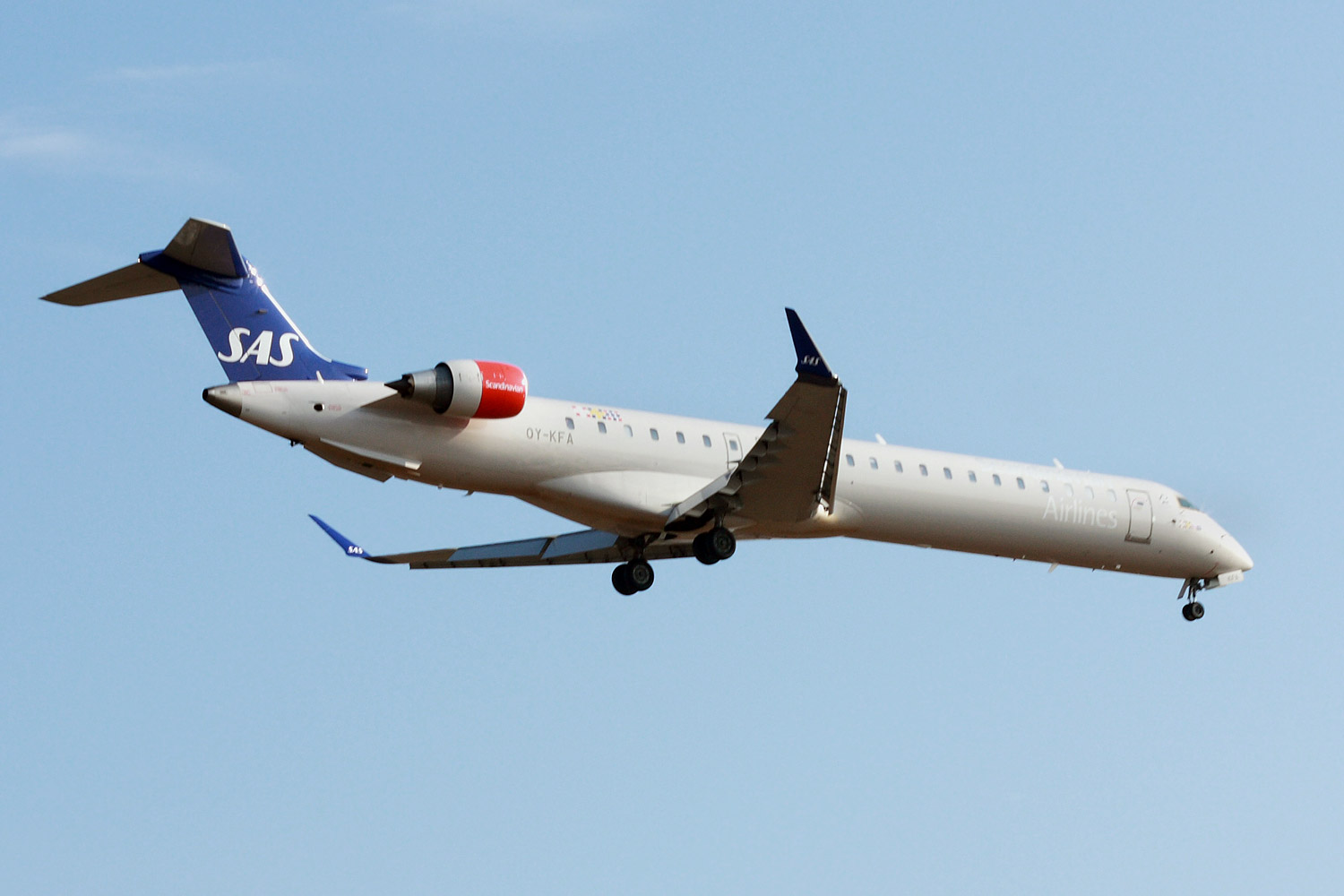
Scandinavian Airlines fue un nuevo cliente del CRJ900 en 2008

El primer CRJ900 (N901FJ)  fue un CRJ700 con una ampliación de fuselaje por delante y detrás; y actualmente reposa en Tucson, Arizona, y sólo efectuó vuelos de prueba. El CRJ900 compite codo con codo con el Embraer 175, y según Bombardier es más eficiente en costes asiento-milla. 
En 2007, Bombardier presentó el CRJ900NextGen para reemplazar la versión original. El nuevo modelo presenta una mejor economía y una nueva cabina común a la del CRJ700NextGen y el CRJ1000 con su cabina Bombardier Atmosphere. 

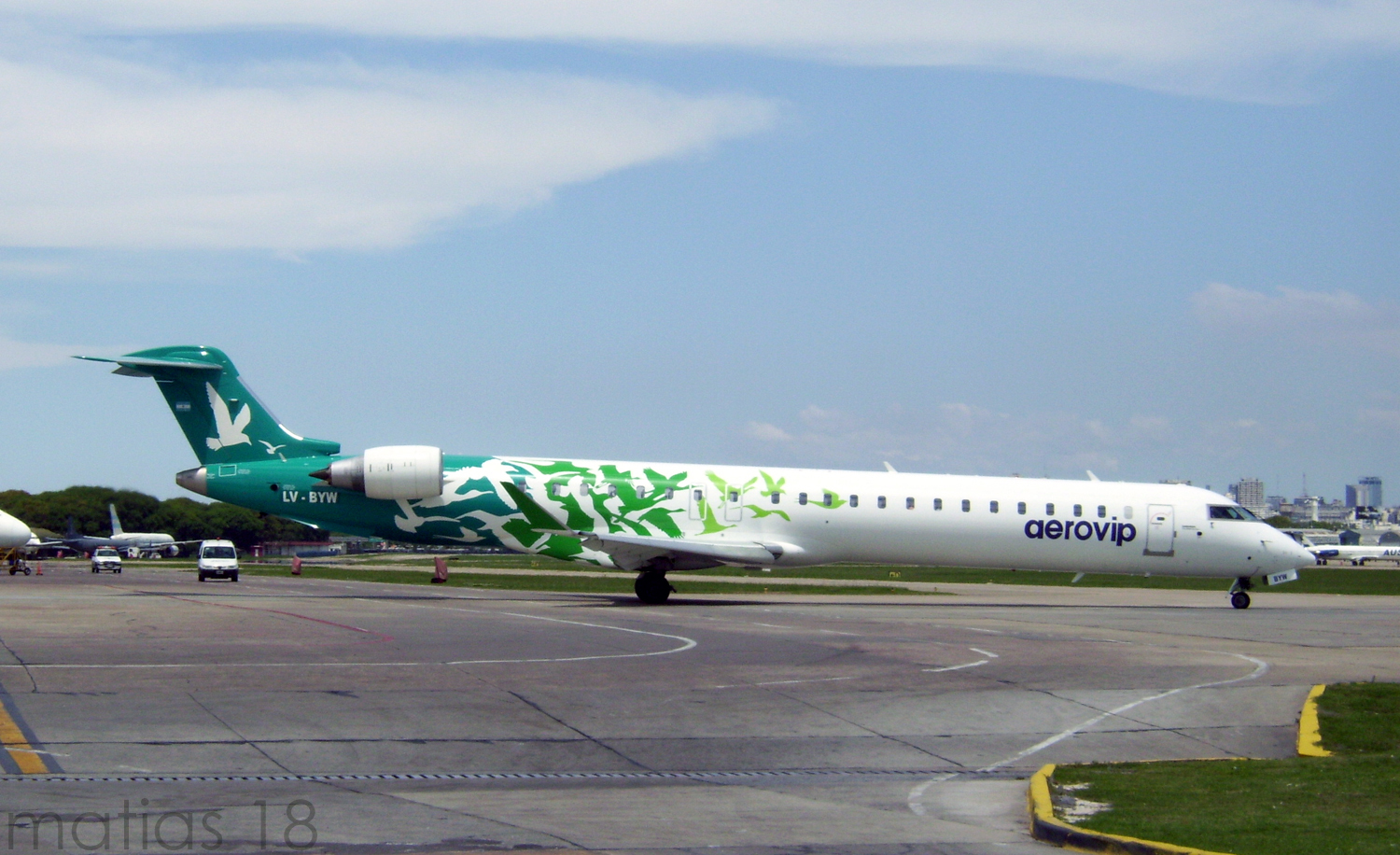
Bombardier CRJ-900 NextGen de Aerovip en el Aeroparque Jorge Newbery de Buenos Aires. Cedido por la aerolínea Pluna a su filial.

Comair, que vuela como Delta Connection, ha pedido catorce CRJ900, y tenía al menos seis en servicio en noviembre de 2007. Resulta de interés decir que tiene dos clases de asientos, con doce asientos en clase business y 64 en turista. Esto se debe a una limitación por contrato con Delta con sus pilotos limitados a aerolíneas regionales operando aviones de 76 asientos.
En julio de 2008 PLUNA recibió su quinto avión (de un pedido total de siete). Estonian Air pidió tres nuevos CRJ900 NG de noventa asientos. También SAS pidió trece de estos en marzo de 2008.  Iraqi Airways ha pedido seis Bombardier CRJ900 NextGen y opciones por cuatro más.

### CRJ1000

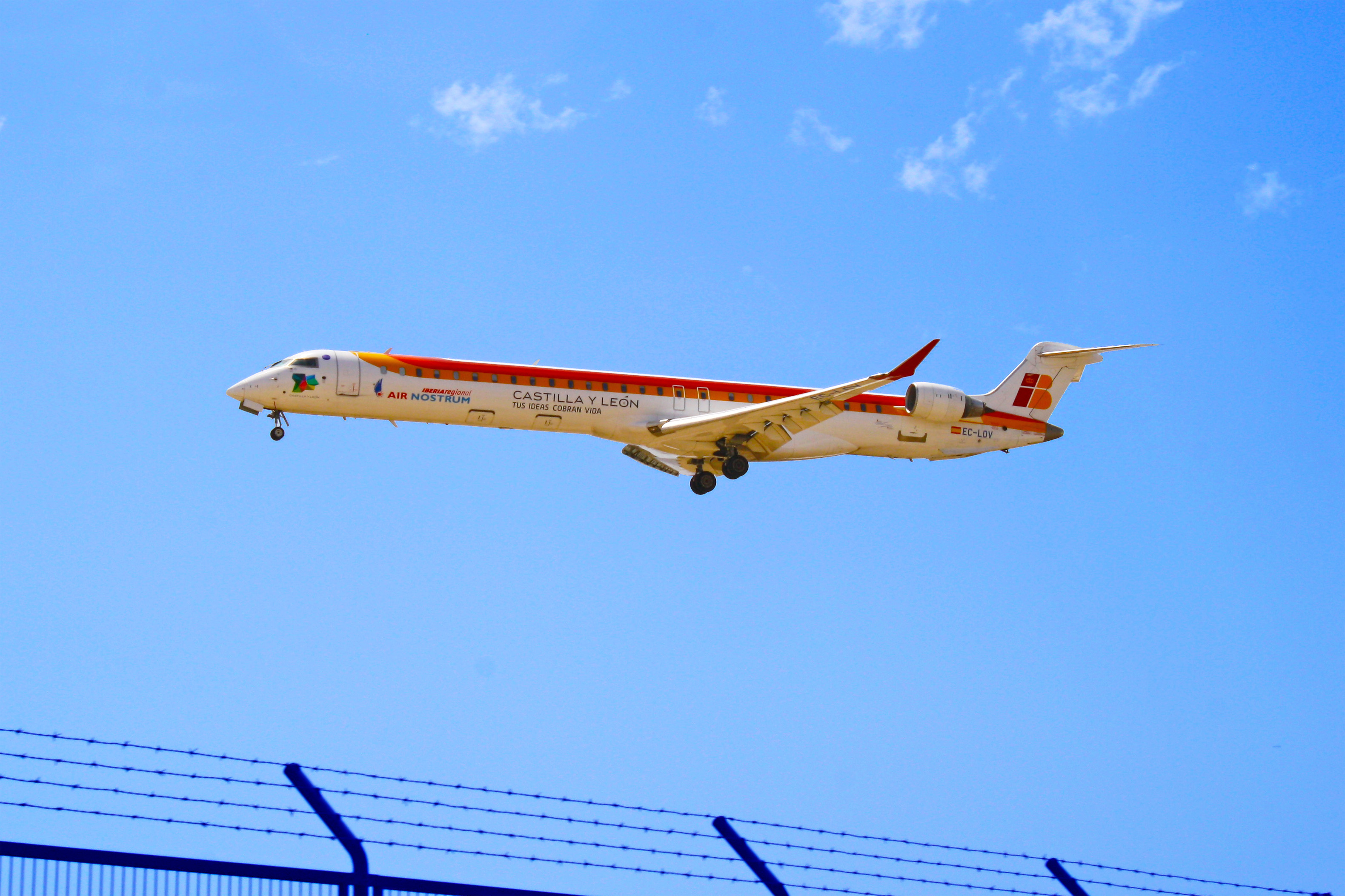
CRJ-1000 aterrizando en el aeropuerto de Almería.

El 19 de febrero de 2007, Bombardier presentó el CRJ1000, anteriormente designado como CRJ900X, como una ampliación del CRJ900, con hasta cien asientos. Bombardier asegura que ofrece una operativa más económica y un mayor beneficio por asiento que su competidor el Embraer E-190. 
MyAir había pedido quince CRJ900X que fueron convertidos en CRJ1000; pero la aerolínea se declaró en bancarrota el 24 de julio de 2009. Atlasjet también había mostrado4 interés en este nuevo aparato, sin embargo decidió en definitiva hacer pedidos por el CS300.
El CRJ1000 completó satisfactoriamente su primer vuelo en 2008. El 14 de junio de 2009 Bombardier anunció un nuevo pedido por quince CRJ1000 NextGen efectuado por Air Nostrum acumulando un total de 35 CRJ1000 NextGen. Otro pedido es el de 15 CRJ1000 de BritAir regional de Air France. En total hay 50 pedidos de solo estas dos aerolíneas en la actualidad y cuatro opciones por esta variante en enero de 2012.
El avión completó su primer vuelo comercial el 28 de julio de 2009 en Montreal. Bombardier recibió la certificación de la FAA en el cuarto trimestre de 2010, la primera entrega se hizo a finales de ese mismo año y entró en servicio a comienzos de 2011 en Air Nostrum, filial regional de Iberia.
En febrero de 2012, Garuda Indonesia, realizó un pedido por 6 unidades y 18 opciones, las cuales se completan con un pedido de Nordic Aviation Capital por 12 unidades más, completando 18 unidades pedidas y 18 opciones.

## Componentes del CRJ1000 NextGen
Estados Unidos

### Electrónica

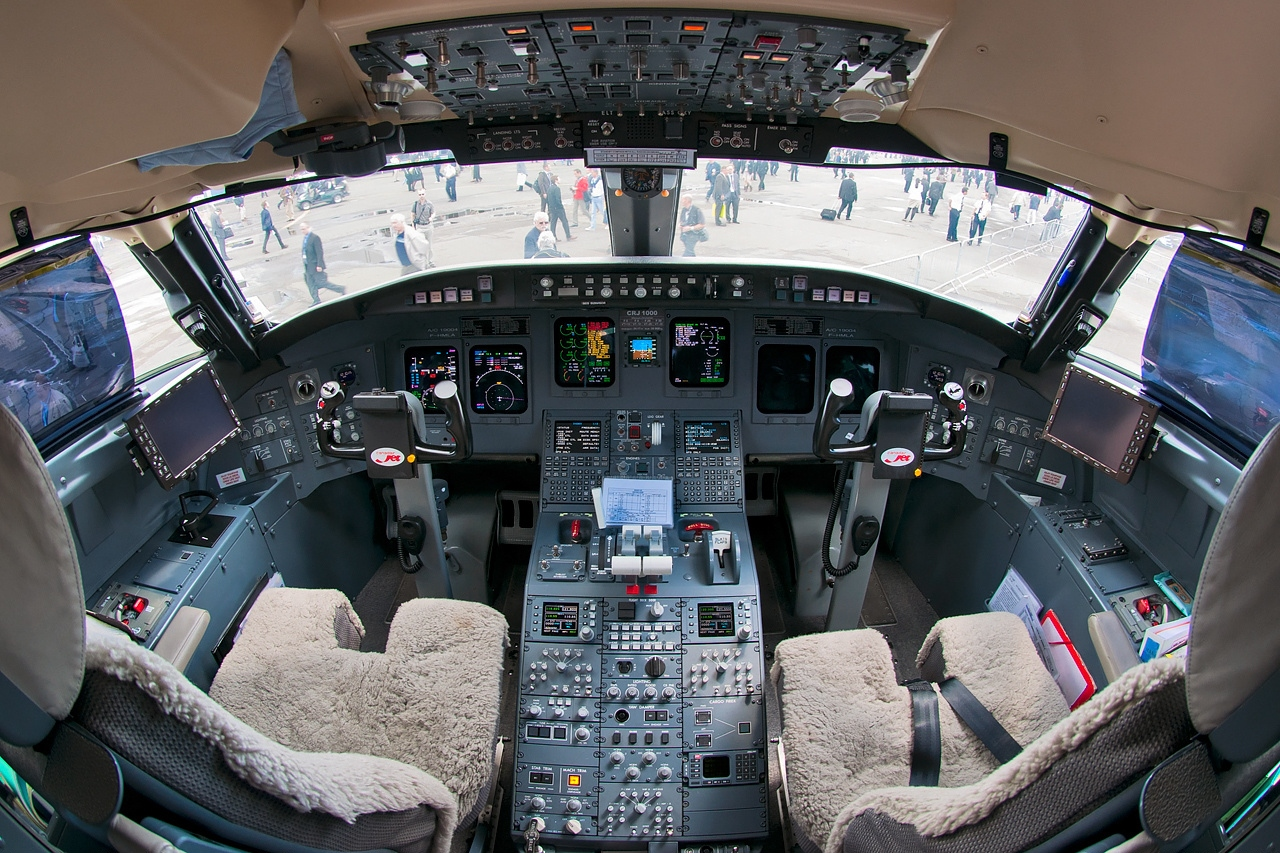
La cabina de mando de un CRJ1000 NextGen

| Sistema                             | País                      | Fabricante       | Notas      |
| ----------------------------------- | ------------------------- | ---------------- | ---------- |
| Red de datos                        |                           |                  | ARINC 429  |
| Sensores AoA                        |                           |                  | 2          |
| TAWS                                | Bandera de Estados Unidos | Honeywell        | EGPWS      |
| RAAS (opción)                       | Bandera de Estados Unidos | Honeywell        | EGPWS      |
| SmartLanding (opción)               | Bandera de Estados Unidos | Honeywell        | EGPWS MK V |
| SmartRunway (opción)                | Bandera de Estados Unidos | Honeywell        | EGPWS MK V |
| Sistemas de gestión del vuelo (FMS) | Bandera de Estados Unidos | Rockwell Collins | FMS-4200   |

### Propulsión

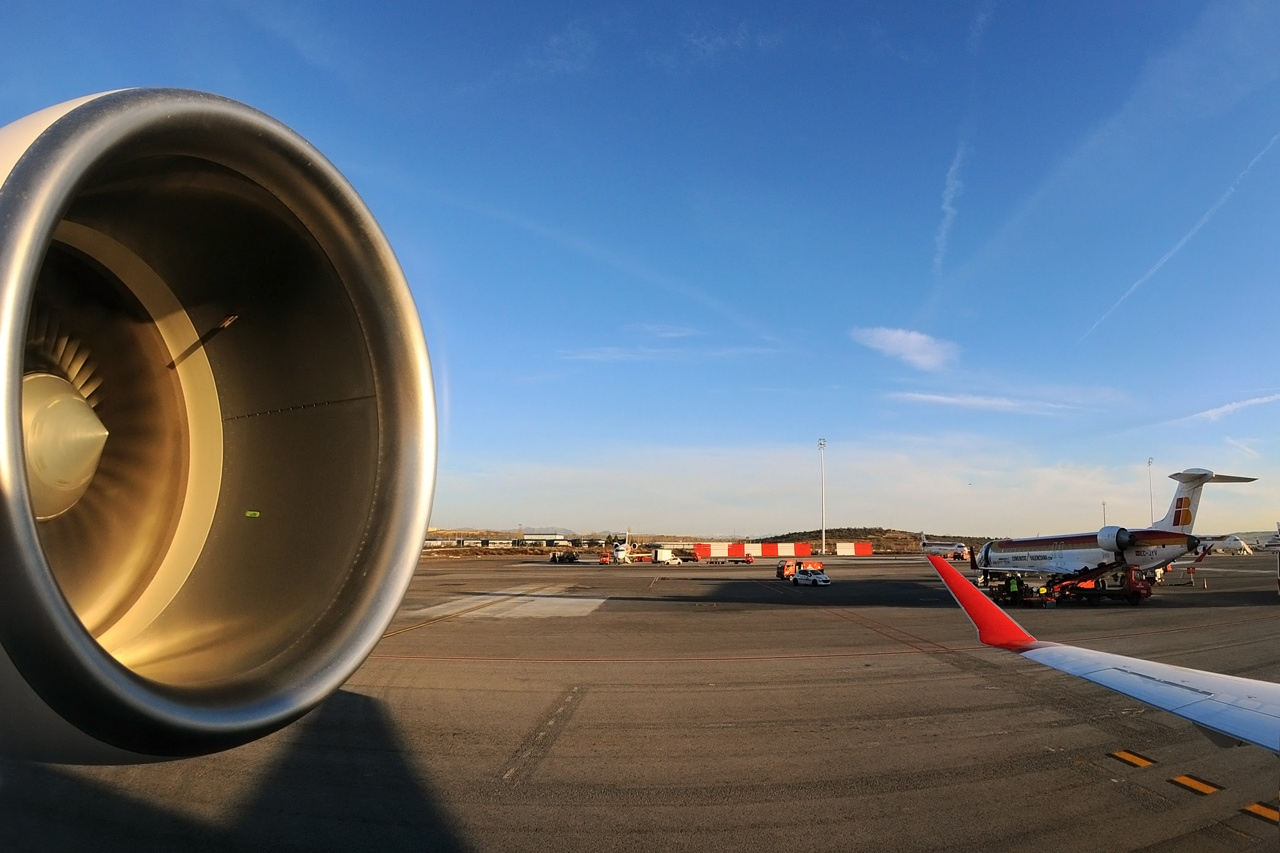
CF34-8C5A en un CRJ-1000

| Sistema | País                      | Fabricante       | Notas    |
| ------- | ------------------------- | ---------------- | -------- |
| Motor   | Bandera de Estados Unidos | General Electric | 2 × CF34 |

## Despojo
A partir de noviembre de 2018, tras las decisiones de Bombardier de vender CSeries a Airbus y la Serie Q a Viking Air, la compañía estaba buscando "opciones estratégicas" para devolver la rentabilidad del CRJ. Los analistas sospecharon que podría decidir abandonar el mercado de aviones comerciales por completo y volver a centrarse en los aviones ejecutivos.
El 25 de junio de 2019, se anunció un acuerdo para vender el programa CRJ a Mitsubishi Heavy Industries, la empresa matriz de Mitsubishi Aircraft Corporation que desarrolla el SpaceJet. Mitsubishi tenía un interés histórico en el programa CRJ, habiendo descubierto opciones de riesgo compartido con Bombardier, y en un momento se esperaba que participaran en la empresa durante la década de 1990. Bombardier ha dejado de aceptar nuevas ventas; la producción del CRJ continuará en Mirabel hasta que se complete la cartera de pedidos actual, y se esperan entregas finales en la segunda mitad de 2020. El acuerdo es incluir el certificado de tipo para la serie CRJ; Bombardier está trabajando con Transport Canada para separar el certificado CRJ del Challenger.
El cierre del acuerdo se confirmó el 1 de junio de 2020, con las actividades de servicio y soporte de Bombardier transferidas a una nueva compañía con sede en Montreal, MHI RJ Aviation Group.
La familia CRJ ahora se conoce como Mitsubishi CRJ, ya que Mitsubishi Heavy Industries se hizo cargo oficialmente del programa CRJ. Es responsable del marketing, ventas, mantenimiento, desarrollo, etc. de la familia de aviones CRJ. El certificado de tipo ahora también está en manos de Mitsubishi.
Con la adquisición del avión, Mitsubishi de Japón ha creado una nueva entidad corporativa para llevar a cabo el proyecto, llamada MHI RJ Aviation. El lunes por la mañana, MHI RJ tomó el control del Canadair Regional Jet de Bombardier y la presencia en línea del CRJ (incluidos los canales de medios sociales) ha cambiado de nombre.
Nota: Flightradar24 se equivocó al cambiar de nombre Mitsubishi CRJ y que Mitsubishi ha confirmado su equivocación y según la página web MHI RJ Aviation se refiere simplemente como CRJ Series.

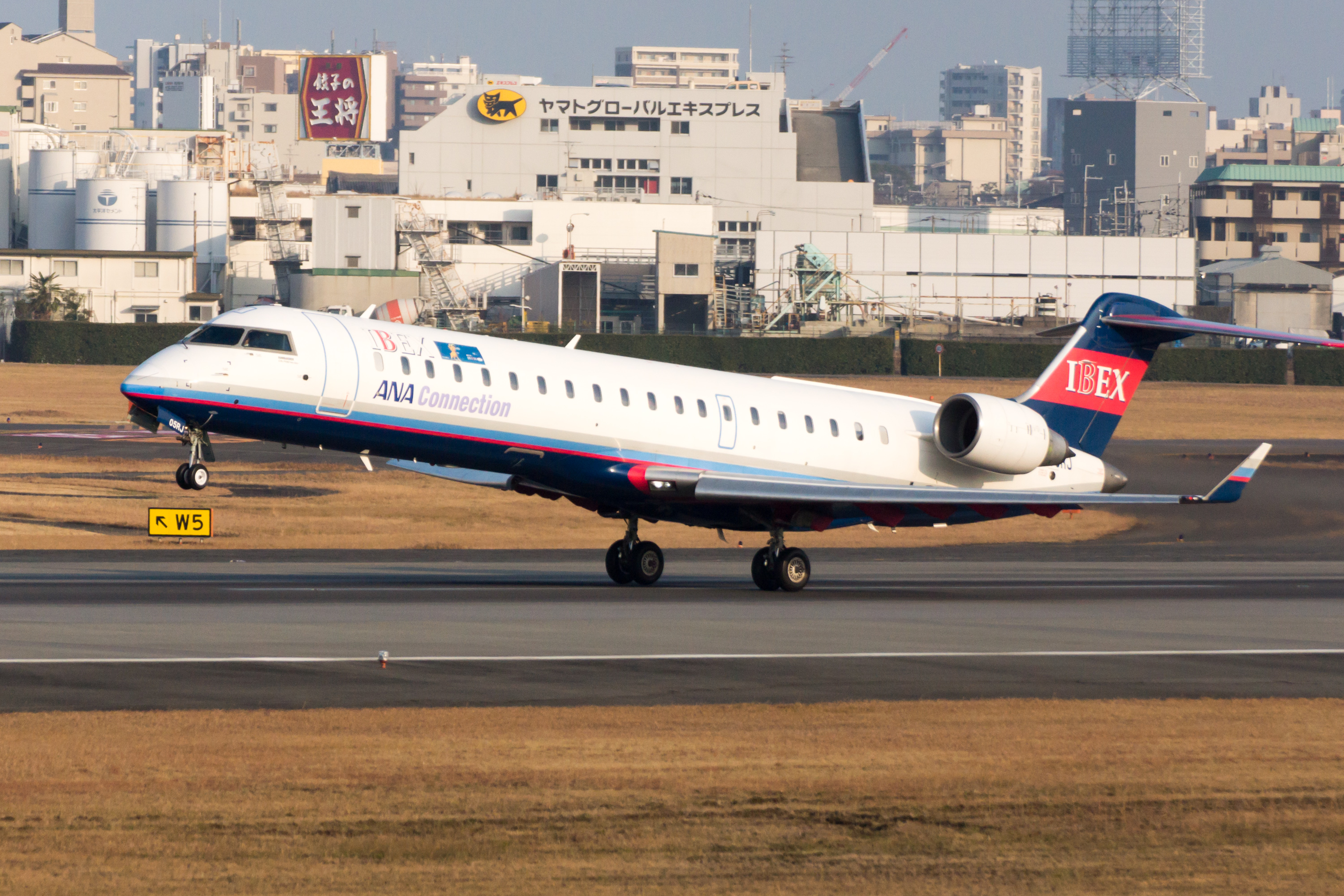
CRJ700 de Ibex Airlines despegando desde el aeropuerto de Osaka hacia el aeropuerto de Fukushima

## Operadores

### CRJ-700
Un total de 288 CRJ700 se encuentran en servicio comercial en aerolíneas en octubre de 2012, con los siguientes operadores con más de dos aparatos:
- SkyWest Airlines: 131[14]
- GoJet Airlines: 67[15]
- PSA Airlines: 61[16]
- Endeavor Air: 11[17]
- Ibex Airlines: 10[18]
- Elite Airways: 3[19]
- Shree Airlines: 2[20]
- Turkmenistan Airlines: 1[21]
- Felix Airways: 1[22]
- Bombardier: 1[23]

### CRJ-900

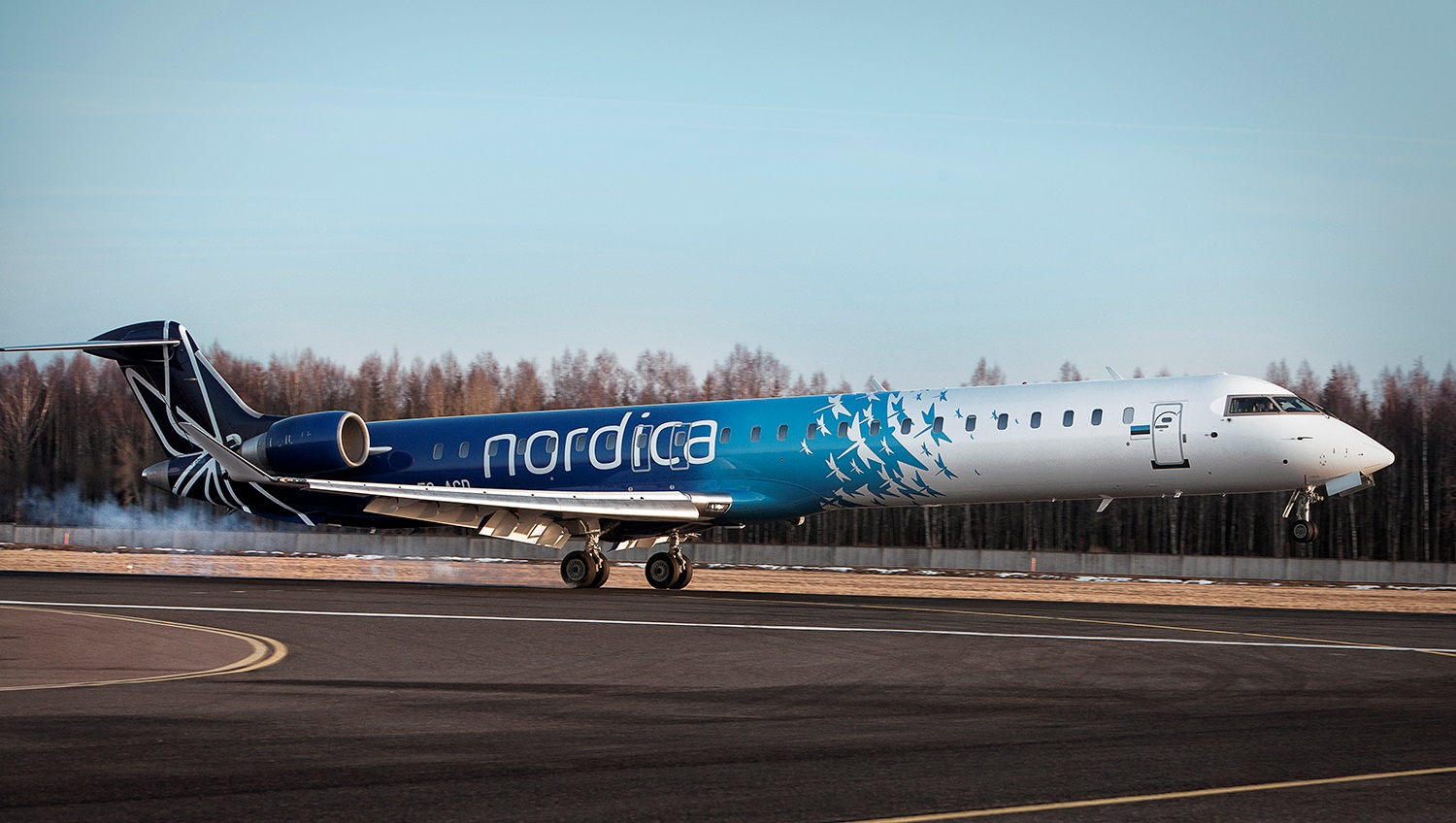
CRJ-900ER de Nordica aterrizando en el aeropuerto de Tallin

Un total de 209 CRJ900 se encuentran en servicio comercial con aerolíneas en agosto de 2009, con los siguientes operadores con más de dos aparatos:
- Endeavor Air: 126[17]
- PSA Airlines: 73[16]
- SkyWest Airlines: 44[14]
- China Express Airlines: 38[25]
- Mesa Airlines: 37[26]
- Air Canada Jazz: 35[27]
- Lufthansa CityLine: 28[28]
- CityJet: 22[29]
- Scandinavian Airlines System: 17[30]
- Air Nostrum: 11[31]
- Xfly: 9[32]
- Iraqi Airways: 6[33]
- Ibom Air: 5[34]
- Libyan Airways: 4[35]
- CEM Air: 4[36]
- Uganda Airlines: 4[37]
- Arik Air: 3[38]
- Elite Airways: 3[19]
- Petroleum Air Services: 3
- Lufthansa : 2[39]
- Nordica: 2[40]
- Dow Chemical Company: 2[41]
- RwandAir: 2[42]
- Fly Baghdad: 1[43]
- Syphax Airlines: 1[44]
- Global Reach Aviation: 1[45]

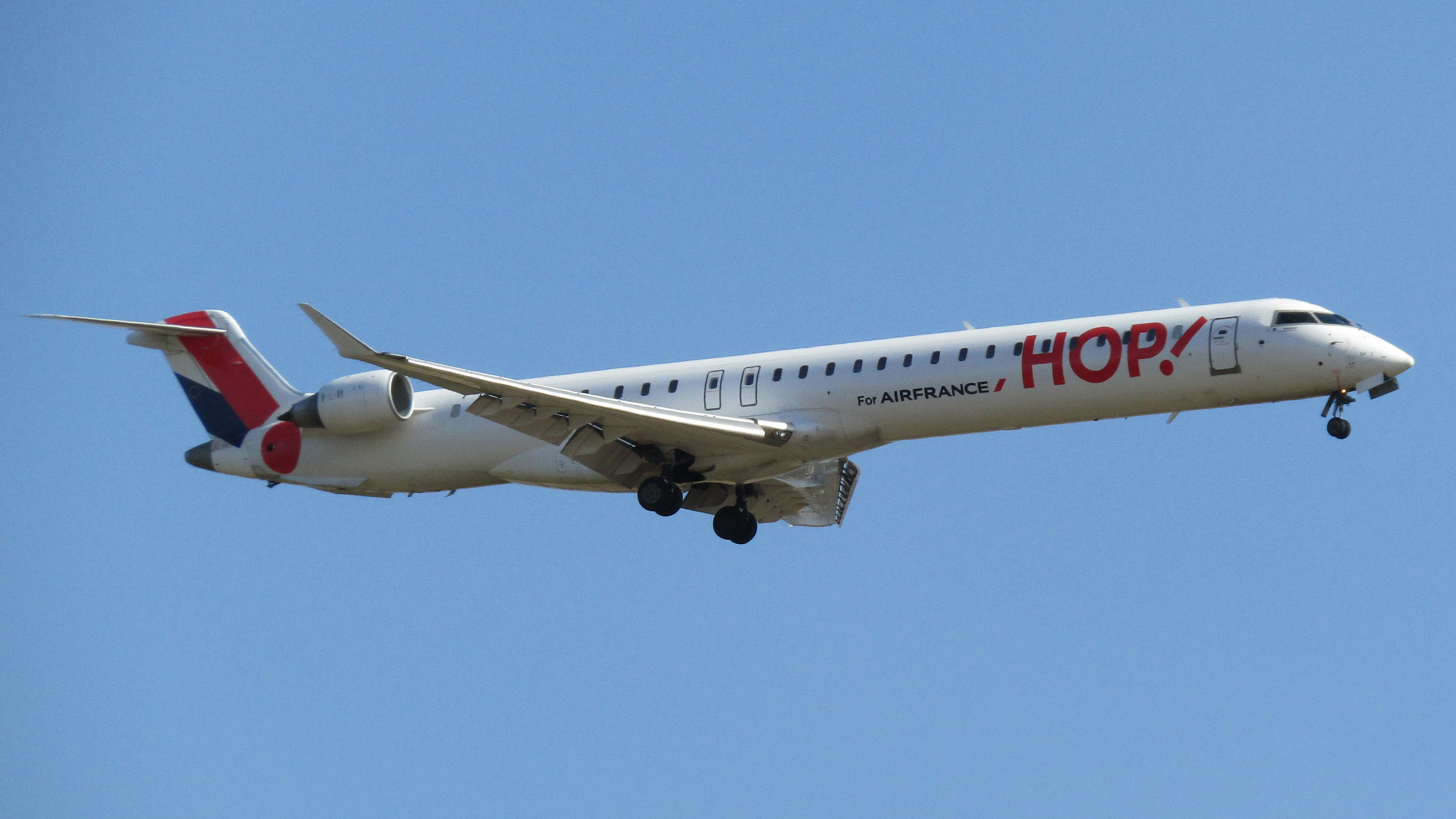
CRJ1000 de HOP!

- Bombardier: 1[23]

### CRJ-1000
Operadores del CRJ1000:
- Air Nostrum: 27[46]
- Air France Hop: 10
- Hibernian Airlines: 3[47]
- CityJet: 2[29]
- Bombardier: 2[23]
- Air Century: 1[38]

### Antiguos Operadores

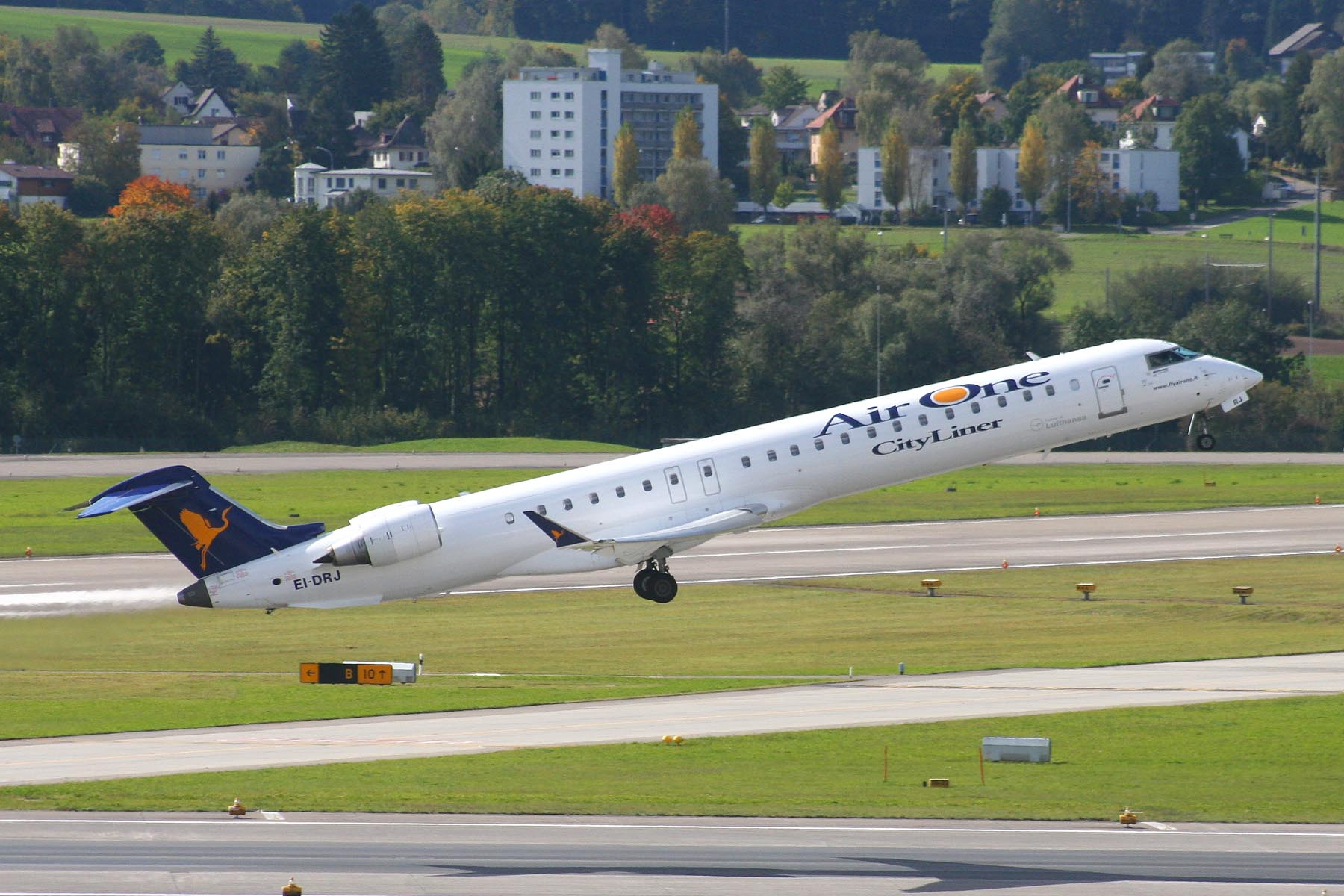
CRJ900 de Air One en el aeropuerto de Zúrich

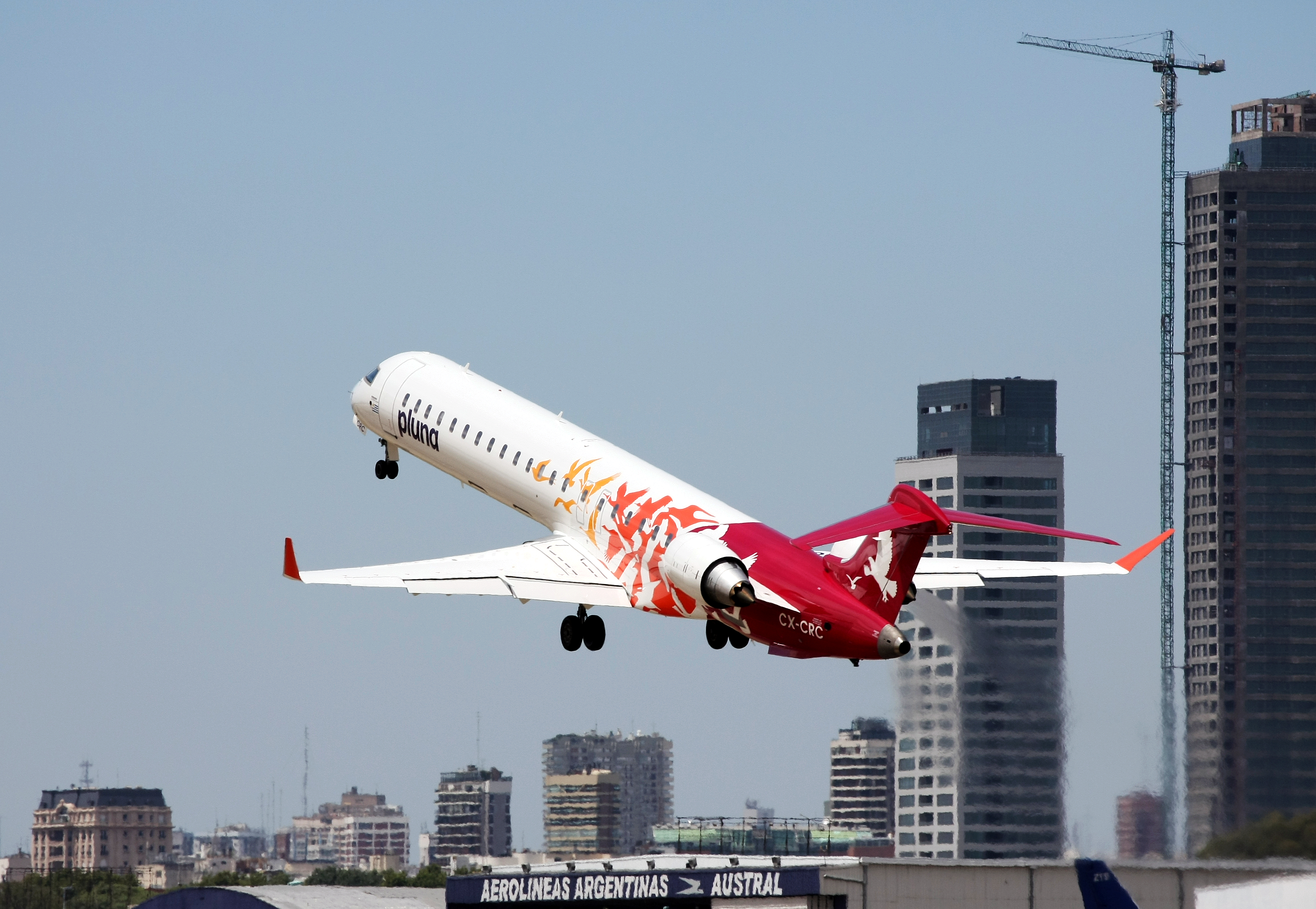
CRJ900 de PLUNA despegando del Aeroparque

#### África
Túnez
- Tunisair Express (1)[48]

#### Asia
China
- Shandong Airlines (2)[49]

 Hong Kong
- Hong Kong Airlines (1)[50]

 India
- Air India Regional (4)[51]

 Indonesia
- Garuda Indonesia (18)[52]

#### América
Argentina
- Andes Líneas Aéreas (2)
- Aerovip (1)[53]

 Canadá
- Voyageur Airways (1)[54]
- R1 Airlines (1)[55]

 Estados Unidos
- ExpressJet Airlines (81)[56]
- Pinnacle Airlines (59)[57]
- Envoy Air (47)[58]
- Mesaba Airlines (41)[59]
- Alaska Airlines (22)[60]
- Horizon Air (17)[61]

 Uruguay
- PLUNA (13)

 Venezuela
- Conviasa (4)[62]

#### Europa
Alemania
- Eurowings (25)[63]

 Croacia
- Croatia Airlines (6)[64]

 Dinamarca
- Copenhagen Airtaxi (1)[65]

 Eslovenia
- Adria Airways (12)[66]

 España
- Binter Canarias (3)[67]

 Italia
- Air One
- Alitalia CityLiner (10)[68]

 Polonia
- LOT Polish Airlines (4)[69]

## Especificaciones
| Variante                                                                | CRJ700                                    | CRJ705                                                           | CRJ900                                                           | CRJ1000                                   |
| ----------------------------------------------------------------------- | ----------------------------------------- | ---------------------------------------------------------------- | ---------------------------------------------------------------- | ----------------------------------------- |
| Tripulantes                                                             | 4 (2 pilotos + 2 TCPs)                    | 4 (2 pilotos + 2 TCPs)                                           | 4 (2 pilotos + 2 TCPs)                                           | 4 (2 pilotos + 2 TCPs)                    |
| Capacidad                                                               | 70                                        | 75                                                               | 86-90                                                            | 100-104                                   |
| Longitud Envergadura Altura                                             | 32,51 m 23,24 m 7,57 m                    | 36,40 m 24,85 m 7,51 m                                           | 36,40 m 24,85 m 7,51 m                                           | 39,13 m 26,18 m 7,50 m                    |
| Superficie alar                                                         | 70,61 m²                                  | 70,61 m²                                                         | 70,61 m²                                                         | 77,4 m²                                   |
| Máximo diámetro de fuselaje                                             | 2,69 m                                    | 2,69 m                                                           | 2,69 m                                                           | 2,69 m                                    |
| Motores (2x) Empuje máximo de despegue (2x) Empuje en aproximación (2x) | GE CF34-8C1 56,4 kN 61,3 kN               | GE CF34-8C5 58,4 kN 63,4 kN                                      | GE CF34-8C5 58,4 kN 63,4 kN                                      | GE CF34-8C5A1 60,6 kN 64,5 kN             |
| Peso máximo sin combustible (ZFW)                                       | 28 801 kg                                 | 31 751 kg                                                        | 31 751 kg                                                        | 35 154 kg                                 |
| Peso máximo de carga útil                                               | 8527 kg                                   | 10 319 kg                                                        | 10 319 kg                                                        | 12 156 kg                                 |
| Alcance máximo                                                          | 3121 km (1939 nmi) ER: 3676 km (2284 nmi) | 3184 km (1719 nmi) ER: 3635 km (1963 nmi) LR: 3702 km (1999 nmi) | 2956 km (1350 nmi) ER: 2950 km (1593 nmi) LR: 3385 km (1828 nmi) | 2491 km (1345 nmi) ER: 2843 km (1535 nmi) |
| Velocidad de crucero                                                    | Mach 0,78 (810 km/h, 503 mph)             | Mach 0,78 (838 km/h, 521 mph)                                    | Mach 0,80 (850 km/h, 528 mph)                                    | Mach 0,78 (829 km/h, 515 mph)             |
| Velocidad máxima                                                        | Mach 0,825 (876 km/h, 544 mph             | Mach 0,83 (881 km/h, 547 mph)                                    | Mach 0,83 (881 km/h, 547 mph)                                    | Mach 0,82 (870 km/h, 541 mph)             |
| Techo de vuelo                                                          | 12 496 m (41 000 pies)                    | 12 496 m (41 000 pies)                                           | 12 496 m (41 000 pies)                                           | 12 496 m (41 000 pies)                    |
| Longitud de sección circular                                            | 22,86 m (75 pies)                         | 22,86 m (75 pies)                                                | 22,86 m (75 pies)                                                | 22,86 m (75 pies)                         |
| Número de pedidos                                                       | 253                                       | 168                                                              | 168                                                              | 68 22 Opciones                            |
| Fecha de certificación                                                  | Diciembre de 2000                         | Septiembre de 2002                                               | Septiembre de 2002                                               | 4.º trimestre de 2009                     |

Fuentes: CRJ700, CRJ705, CRJ900, CRJ1000,

Notas:
- Delta Connection tiene aviones CRJ900 en configuración de 76 pasajeros y cuatro tripulantes en una configuración de asientos de clase business y turista.[74]
- Información del CRJ1000 sujeta a cambios.
- Los números de pedidos de las series 705 y CRJ900 están combinadas.

### Desarrollos relacionados
- Bombardier CRJ200
- Bombardier Challenger 600
- Bombardier CSeries

### Aeronaves similares
- ACAC ARJ21
- Antonov An-148/An-158
- BAe 146
- Embraer E-Jets
- Fairchild-Dornier 728
- Fokker 70/100
- Mitsubishi MRJ 70/MRJ 90
- Sukhoi Superjet 100
- Tupolev Tu-334
- Yakovlev Yak-42D

### Listas relacionadas
- Anexo:Aviones de línea regionales
- Colisión aérea en el río Potomac